# Ampthill
Ampthill är en stad och civil parish i grevskapet Bedfordshire i England. Staden ligger i distriktet Central Bedfordshire, cirka 12 kilometer söder om Bedford och cirka 17 kilometer nordväst om Luton. Tätorten (built-up area) hade 20 026 invånare vid folkräkningen år 2011. Ampthill nämndes i Domedagsboken (Domesday Book) år 1086, och kallades då Ammetelle.